# Europese kampioenschappen powerlifting 1995 (heren)
De Europese kampioenschappen powerlifting 1995 voor heren waren door de European Powerlifting Federation (EPF) georganiseerde kampioenschappen voor powerlifters. De 18e editie van de Europese kampioenschappen vond plaats in het Russische Moskou van 17 tot en met 20 mei 1995.

## Uitslagen
| klasse   | Goud                  | Zilver           | Brons                  |
| -------- | --------------------- | ---------------- | ---------------------- |
| -52 kg   | Andrzej Stanaszek     | Sergey Zhuravlev | Roy Brandtzæg          |
| -56 kg   | Konstantin Pavlov     | Dušan Skirkanič  | Sergiy Vatyuk          |
| -60 kg   | Wim Elyn              | Ivelin Petrov    | Vladimir Ryazanov      |
| -67,5 kg | Rodney Hypolite       | Jan Wilczyński   | Josef Trnka            |
| -75 kg   | Sirazhutdin Bazaev    | Jarmo Laine      | Jan Theys              |
| -82,5 kg | Roman Szymkowiak      | Markku Vierikko  | Alexander Korotchenkov |
| -90 kg   | Volodymyr Ukhach      | Janne Toivanen   | Alexander Dekhanov     |
| -100 kg  | Vladimir Markovsky    | Mykhailo Starov  | Volodymyr Ivanenko     |
| -110 kg  | Nikolai Platoshechkin | Ano Turtiainen   | Oleg Sliva             |
| -125 kg  | Victor Naleykin       | Uwe Liedtke      | Leopold Krendl         |
| +125 kg  | Yuriy Spinov          | Eugeny Popov     | Ralf Gierz             |